# Ярошевський Олександер
Ярошевський Олександер (25 березня 1887, м. Прилуки на Полтавщині (нині Чернігівська область) — 11 листопада 1976, м. Прага) — український інженер-будівельник.

## Життєпис
Закінчив Українську господарську академію в Подєбрадах (1931), працював у Чехо-Словаччині.
Ярошевський — автор проектів доріг, мостів (2 залізобетонні біля Залізного Броду), регуляції річок та ін., винахідник так званого «акумуляційного радіатора» у центральному опаленні.
Похований у  Празі на  Ольшанському цвинтарі